# 22. maj
22. maj je 142. dan leta (143. v prestopnih letih) v gregorijanskem koledarju. Ostaja še 223 dni.

## Dogodki
- 1176 – pri Aleppu poskušajo asasini ubiti Saladina
- 1455 – začetek prve vojne vrtnic med dinastijama York in Lancaster za angleški prestol
- 1762 – Švedska in Prusija podpišeta hamburški mir
- 1819 – SS Savannah, prvi parnik, ki prepluje Atlantik, izpluje iz pristanišča Savannah (Georgia, ZDA)
- 1840 – uradno odpravljene deportacije britanskih obsojencev v Novi Južni Wales
- 1908 – brata Wright patentirata svoje letalo
- 1939 – Nemčija in Italija podpišeta jekleni pakt
- 1940 – Tretji rajh in Romunija podpišeta pogodbo o dobavi vse romunske nafte rajhu
- 1947 – ameriški predsednik Harry S. Truman objavi Trumanovo doktrino
- 1953 – Zvezna skupščina SFRJ uzakoni »drugo agrarno reformo«, ki pripelje do nacionalizacije vseh kmetijskih zemljišč, večjih od 10 ha
- 1960 – najsilovitejši izmerjeni potres doslej prizadene južni Čile
- 1967 – požar uniči bruseljsko veleblagovnico Innovation in zahteva 323 žrtev
- 1968 – jedrska podmornica USS Scorpion z 99 možmi potone blizu Azorov
- 1972:
  - Cejlon sprejme novo ustavo, se preimenuje v Šri Lanko in se pridruži Britanski skupnosti narodov (Commonwealthu)
  - Richard Nixon obišče Sovjetsko zvezo
- 1990 – združitev Jemna
- 1992 – Slovenija, Hrvaška ter Bosna in Hercegovina postanejo članice OZN
- 1998 – severnoirski katoličani in protestanti podpišejo mirovni sporazum
- 2011 – tornado v Joplinu (Missouri, ZDA) zahteva 162 žrtev in 1.100 ranjenih; zadnji tornado z več kot 100 smrtnimi žrtvami
- 2021 – Mura osvoji prvi naslov naslov slovenskega nogometnega državnega prvaka, potem ko na zadnji tekmi sezone v Ljudskem vrtu s 3:1 premaga Maribor

## Rojstva
- 1664 – Andreas Schlüter, nemški kipar, arhitekt (tega dne krščen) († 1714)
- 1694 – Daniel Gran, avstrijski slikar († 1757)
- 1772 – Ram Moham Roj, indijski hindujski reformist († 1833)
- 1813 – Wilhelm Richard Wagner, nemški skladatelj († 1883)
- 1843 – Mary Stevenson Cassatt, ameriška slikarka († 1926)
- 1859 – Arthur Conan Doyle, škotski pisatelj († 1930)
- 1879 – Simon Vasiljovič Petljura, ukrajinski vojskovodja in politik († 1926)
- 1885
  - Tojoda Soemu, japonski admiral († 1957)
  - Giacomo Matteotti, italijanski socialistični voditelj († 1924)
- 1892 – Hans Gollnick, nemški general († 1970)
- 1903 – Yves-André Rocard, francoski matematik, fizik († 1992)
- 1907 – sir Laurence Olivier, angleški gledališki igralec, režiser († 1989)
- 1917 – Georg Tintner, avstrijski dirigent judovskega rodu († 1999)
- 1920 – Thomas Gold, avstrijsko-ameriški astronom, astrofizik, kozmolog († 2004)
- 1924 – Charles Aznavour, francoski pevec, kantavtor armenskega rodu
- 1943 – Betty Williams, severnoirska političarka, nobelovka 1976
- 1946
  - George Best, severnoirski nogometaš († 2005)
  - Hrvoje Horvat, hrvaški rokometaš in trener
- 1970
  - Naomi Campbell, angleška manekenka
  - Pedro Diniz, brazilski avtomobilistični dirkač
- 1985 – Tranquillo Barnetta, švicarski nogometaš
- 1987
  - Novak Đoković, srbski tenisač
  - Arturo Vidal, čilski nogometaš

## Smrti
- 337 – Konstantin I. Veliki, rimski cesar (* 280)
- 987 – Ludvik Leni, kralj Zahodnofrankovskega kraljestva (* 967)
- 1068 – cesar Go-Reizei, 70. japonski cesar (* 1025)
- 1310 – Humilitija, italijanski svetnik, ustanovitelj cerkvenega reda vallombrozijcev (* 1226)
- 1466 – Stjepan Vukčić Kosača, veliki vojvoda Bosanskega rusaga in herceg Vojvodive Svetega Save (* okrog 1404)
- 1540 – Francesco Guicciardini, italijanski državnik, diplomat, zgodovinar (* 1483)
- 1868 – Julius Plücker, nemški matematik, fizik (* 1801)
- 1873
  - Alessandro Francesco Tommaso Manzoni, italijanski pesnik, pisatelj (* 1785)
  - Per Georg Scheutz, švedski odvetnik, prevajalec, izumitelj, praračunalnikar (* 1785)
- 1885 – Victor Hugo, francoski pisatelj (* 1802)
- 1942 Stjepan Filipović, udeleženec narodnoosvobodilne borbe in narodni heroj Jugoslavije (*1916)
- 1967
  - Josip Plemelj, slovenski matematik (* 1873)
  - James Mercer Langston Hughes, ameriški pisatelj, pesnik, dramatik (* 1902)
- 1970
  - Bojan Stupica, slovenski gledališki igralec, gledališki režiser (* 1910)
  - Gojmir Anton Kos, slovenski slikar (* 1896)
- 1972 – Cecil Day-Lewis, britanski pesnik (* 1904)
- 1975
  - Erik Eiselt, slovenski agronom (* 1900)
  - Boris Kalin, slovenski kipar (* 1905)
- 1992 – Zellig Harris, ameriški jezikoslovec (* 1909)
- 2010 – Martin Gardner, ameriški matematik (* 1914)
- 2017 – Nicky Hayden, ameriški motociklistični dirkač (* 1981)

## Prazniki in obredi
- svetovni dan biodiverzitete